# Acamptonectes densus
Acamptonectes densus (лат.) — вид ихтиозавров из семейства Ophthalmosauridae, живших во времена мелового периода (136,4—129,4 млн лет назад), единственный  в роде Acamptonectes.

## Описание
Европа: Великобритания и Германия. Описание сделано по останкам, найденным при строительстве дороги A39 у города Кремлинген (Cremlingen, на севере Германии) в 2005 году (паратип SNHM1284-R). Открытие сделал частный коллекционер Ганс-Дитер Махт (Hans-Dieter Macht), который занимался поиском ископаемых редкостей в районе строительства автобана. К новому виду также отнесены и фоссилии, найденные в Англии ещё в 1958 году (голотип GLAHM 132588, который ранее трактовали как Platypterygius) и 1985 году (паратип NHMUK R11185). Общая длина нового вида рептилий составляла около 3 метров и внешне он имел сходство с современными дельфинами. Своё название Acamptonectes densus (в переводе с латыни «застывший пловец») получил из-за очень близко расположенных позвонков. Такое строение позвоночника не позволяло ему поворачивать голову. Возраст находки определён в 130 миллионов лет благодаря постороннему зубу, застрявшему в черепе ихтиозавра. Оказалось, что он принадлежит акуле, жившей в меловом периоде. Это указывают на то, что ихтиозавры ещё жили в морских водах планеты в начале мела, а не вымерли в конце юрского периода, как считалось ранее. Новый род ихтиозавров отнесён к семейству Ophthalmosauridae, в котором наиболее близок к родам Mollesaurus и Ophthalmosaurus.